# Phật Đồ Trừng

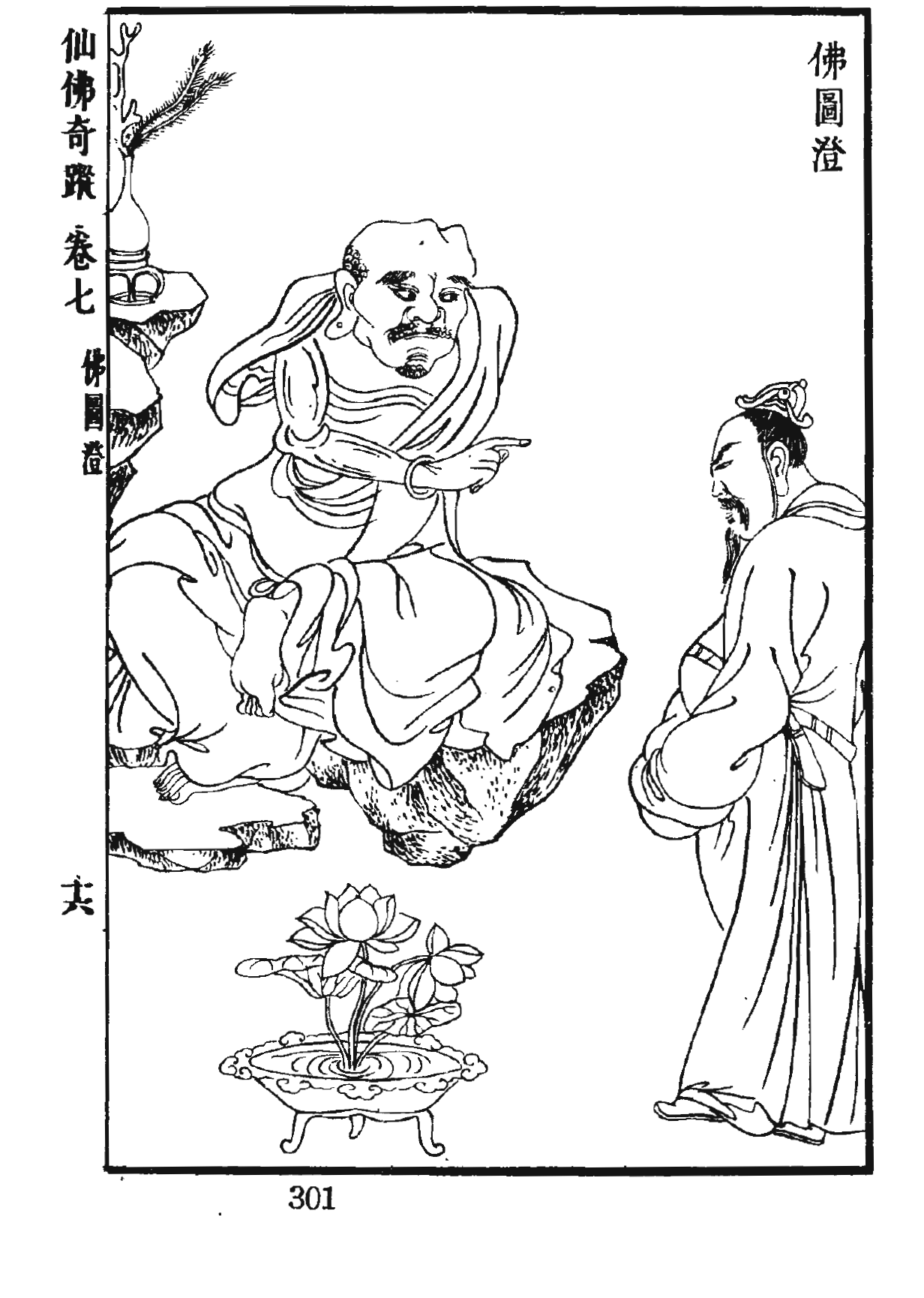
Phật Đồ Trừng

Phật Đồ Trừng (zh. fó túchéng 佛圖澄, ja. buttochō, sa. buddhasiṃha), 232(?)-348, cúng được gọi là Trúc Phật Đồ Trừng (zh. 竺佛圖澄), Phật-đà-tăng-ha (zh. 佛陀僧訶), là một Cao tăng Ấn Độ. Năm 310, Sư đến Lạc Dương để thành lập một trung tâm Phật giáo tại đây. Nhờ trổ tài thần thông (tiên tri, gọi mưa), Sư được Tấn Hoài Đế kính ngưỡng và trở thành cố vấn của ông hai mươi năm.
Thời niên thiếu, Sư tu học ở nước Ô-trượng-na (zh. 烏仗那國, sa. udyāna), đạt được thần thông. Những phép lạ mà Sư thi triển đã tác động rất lớn đến vua chúa thời đó như Thạch Lặc đã tôn sư làm Quốc sư. Phật-đồ-trừng cũng là một trong những vị thầy của Đạo An (zh. 道安). Sư nổi tiếng đã lập rất nhiều ngôi chùa trong sự nghiệp truyền bá Phật giáo ở Trung Quốc.
Sư truyền bá Phật pháp rất chú trọng đến các việc làm nhân đạo, không sát hại, không đàn áp bức bách và điểm cuối có ảnh hưởng tốt đến vương triều bấy giờ. Nhờ sự hỗ trợ của Sư, lần đầu tiên dân Trung Quốc được công khai gia nhập Tăng-già và thụ giới. Tương truyền rằng, Sư cũng có công thành lập Tăng-già cho các Tỉ-khâu-ni.